# Hiisi
Los hiisi son una clase de espíritus en la mitología finlandesa donde se les considera, a menudo, seres malévolos, o aterradores. Se encuentran en lugares cercanos a los riscos salientes, en las grietas oscuras, en rodados de rocas, en cuevas, en maderas en descomposición, en colinas solitarias, en todo tipo de alteraciones geográficas y en terrenos baldíos donde no circulan humanos. Originalmente, el término hiisi se refería a: "lugar santo". 
En el Kalevala, un hiisi mayor, o jefe, es secundado por un grupo de hiisis más pequeños. Así por ejemplo, en los poemas 13 y 14, de este relato épico, Lemminkäinen persigue al alce del hiisi principal.
"Hiisi" era también uno de los doce hijos de Kaleva, el gran rey de Kainuu en el Kalevala. Esos vástagos se transformaron, más tarde, en las doce constelaciones del cielo.

## Tradición rural y folclore
El vínculo original de estas naturalezas con poderes sobrenaturales ilimitados fue desechado por la tradición y pasaron al folclore como espíritus exclusivamente malvados. Así la tradición popular les asigna la forma, por lo general, de seres pequeños, aunque, en algunos casos, también gigantescos.
Los hiisis se trasladan, de un lugar a otro, en procesiones ruidosas, y atacan a la gente que les cede el paso. Si alguien deja abierta la puerta, el hiisi puede entrar y robarle algo. Cuando una persona es perseguida por los hiisis, debe buscar refugio en un área cultivada. Por eso, en la tradición folclórica rural del pueblo finlandés, las áreas cultivadas son espacios benditos y a veces sagrados que se anteponen a la naturaleza cruda: El hiisi malvado no puede, por lo tanto, caminar por los lugares santificados por el cultivo humano.
- Datos: Q1618029